# Lady Deadpool
Lady Deadpool es una antiheroína ficticia que aparece en los cómics estadounidenses de la editorial Marvel Comics. Fue presentada a los lectores como una rebelde solitaria, que lidera una resistencia contra un grupo de leales que sirven a un régimen fascista liderado por el General América en Washington D. C.
Ella es la contraparte femenina de Deadpool y miembro de los Deadpool Corps. Procedente de un universo alternativo (Tierra-3010), su historia se desarrolla en una realidad distópica donde Estados Unidos está fracturado y al borde del colapso. En este mundo, Lady Deadpool navega por complejas alianzas y batallas para frustrar una rebelión, enfrentándose finalmente a la entidad cósmica Awareness, cuyo insaciable apetito por la destrucción amenaza toda la existencia.

## Historia de publicación
El personaje apareció por primera vez en Deadpool: Merc with a Mouth #7 en enero de 2010, siendo creada por Victor Gischler y Rob Liefeld.

## En otros medios
Lady Deadpool apareció en la película de 2024 Deadpool & Wolverine, interpretada por Christiaan Bettridge y con la voz de Blake Lively.